# Olipara fuscula
Olipara fuscula är en insektsart som först beskrevs av Van Stalle 1984.  Olipara fuscula ingår i släktet Olipara och familjen kilstritar. Inga underarter finns listade i Catalogue of Life.